# Земовит IV

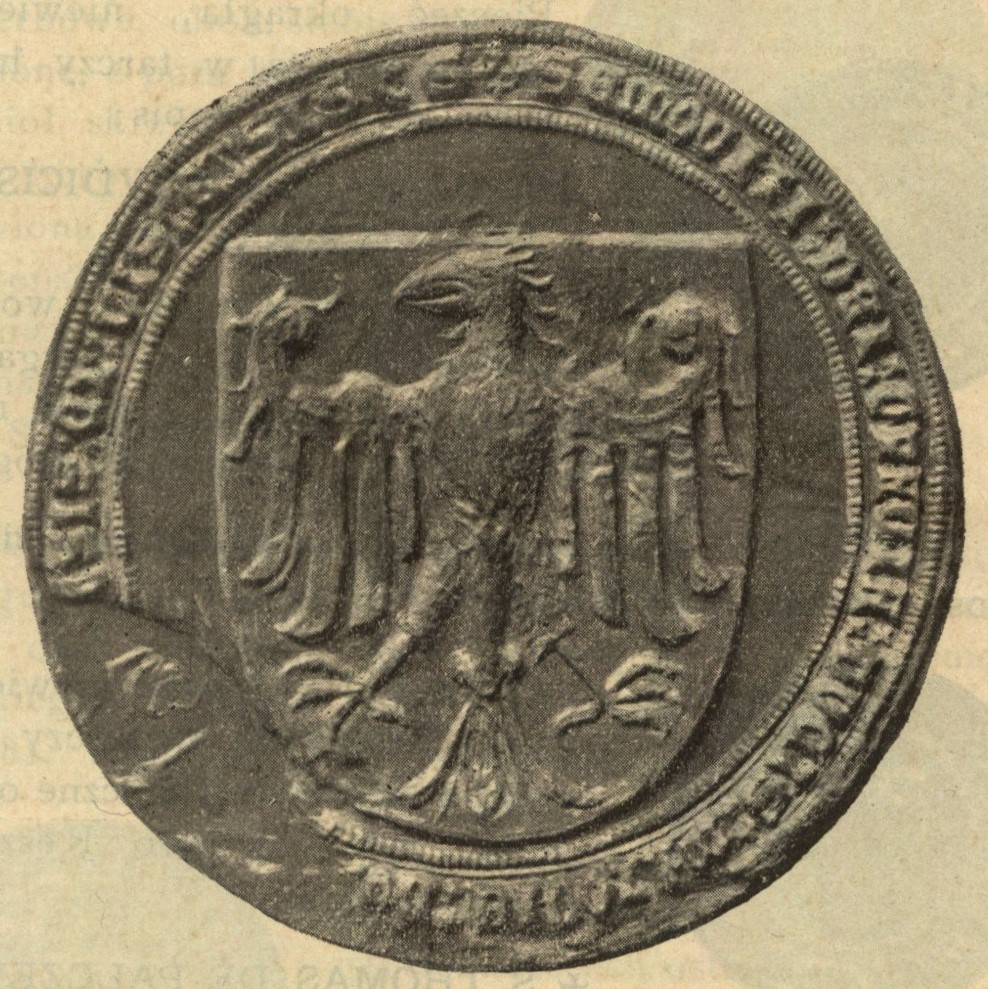
Печатка Земовита IV

Земовит IV Плоцький або Куявський (пол. Siemowit IV (Ziemowit IV); 1352 — 21 січня 1426) — князь плоцький, з 1388 — князь белзький, представник Мазовецької лінії П'ястів. Після смерті Казимира ІІІ був претендентом на польську корону.

## Біографія
Успадкував від свого батька (Земовита III, помер в 1381 році) роль претендента на корону Польщі, де зі смертю Казимира III Великого закінчилася династія П'ястів.
Після смерті в 1382 Людовика Угорського, який займав польський престол за угодою з Казимиром ІІІ, Земовит скористався зі смути, що панувала у країні, і почав політичні інтриги з великопольською шляхтою, невдоволеною правлінням малопольських вельмож в царюванні Людвіка Угорського.
Під час громадянської війни в Польщі (1382—1385) претендував на польську корону. Однак його спроба закінчилася невдачею; не вдався і його другий план — захопити Ядвіґу І на її шляху до Кракова. Після коронації Ядвіґи I (1384) Земовит уклав з нею договір (1385), за яким за певний викуп повертав усі захоплені під час безкоролів'я землі.
1388 року король Владислав II Ягайло надав йому Белзьку землю як посаг дружини — сестри Олександри, що підтверджують три його привілеї, видані за присутності Земовіта IV у Белзі, присутність в оточенні князя белзького старости Павла (Пашка) з Радзанова. Привілеї надання були підтверджені королем 1396 року, королевою — 1397-го.
Боровся за передачу йому всього князівства, бо окремі його частини тримали інші володарі. Документ з 1395 року засвідчує, що на той час він володів Белзом (тут 1394 року надав фундуш для заснування парафії та будівництва замкового костелу св. Миколая), Любачевом, Буськом, Грабовцем, Городлом, Всеволожем та Лопатином з належними до них волостями.
1401 року вперше запросив монахів-домініканців до Белза. 27 лютого 1401 року в Белзі уклав перемир'я зі Свидригайлом проти Вітовта; на момент виникнення конфлікту між Свидригайлом, Вітовтом і Ягайлом дотримувався нейтралітету. Не брав участі в Грюнвальдській битві, вислав дві коругви (170 списів) під командуванням найстаршого сина Земовита. 1 лютого 1411 року поставив печатку під миром з Тевтонським орденом (Торунь). Був двічі оскаржений у карбуванні фальшивих монет (документи підтверджують його невинність, хоча закиди не були безпідставними).
Наприкінці життя осліп, перебував у дворі Плоцька. Точна дата смерті невідома, правдоподібно, помер на початку січня 1426 року в Ґостиніні. Був похований у латинській катедрі Плоцька.

## Родина
Дружина — княжна Олександра Ольгердівна.
Сини:
- Земовит V Равський (~1389/1390—1442) — князь полоцький, белзький, візненський і равський.
- Владислав I Плоцький (~1395/1411—1455) — князь полоцький, белзький, візненський і равський.
- Казимир II Белзький (1396/1407—1442) — князь полоцький, белзький, візненський і равський.
- Олександр-Земовит Мазовецький (1400—1444) — князь-єпископ Трентский
- Тройден II (1403/1406—1427) — князь полоцький, белзький, візненський і равський.

Дочки:
- Кімбурга Мазовецька (~1394—1429), дружина Ернста Австрійського (1377—1424)
- Євфимія Мазовецька (~1395—1447), дружина Болеслава Сілезького (~1363-1431)
- Ядвіга Мазовецька (1393 — після 1439), дружина Яноша Гарая († 1428)
- Амелія Мазовецька (1396/99 — після 1424), дружина графа Вільгельма II Мейсенського (1371—1425)
- Анна Мазовецька (1407/1413—1435), дружина Михайла Сигізмундовича (його перший шлюб)
- Марія Мазовецька (~1410—1450), дружина Богуслава IX Померанського (~1407/1410-1446)
- Катерина Мазовецька († 1475), дружина Михайла Сигізмундовича (його третій шлюб).

Мав позашлюбного сина Миклуша.

## Генеалогія
Земовит IV веде свій родовід, в тому числі, й від Королів Русі Данила Романовича, Льва Даниловича й Юрія Львовича.